# Fredsaftalerne i Paris (1947)
 For alternative betydninger, se Freden i Paris.
Paris-fredskonferencen fra den 29. juli til den 15. oktober 1946) resulterede i Paris-fredsaftalen i 1947 som blev underskrevet den 10. februar 1947. Sejrsmagterne (først og fremmest De Forenede Stater, Storbritannien, Frankrig og Sovjetunionen) forhandlede detaljerne i traktater med Italien, Rumænien, Ungarn, Bulgarien og Finland.
Traktaterne tillod Italien, Rumanien, Ungarn, Bulgarien og Finland at genoptage deres forpligtelser som uafhængige stater i internationale forhold og kvalificerede dem til at blive optaget i De Forenede Nationer.
Aftalen som blev indarbejdet i fredstraktaterne omfattede betaling af krigsskadesersatninger, sikring af mindretals rettigheder og territoriale ændringer, herunder afslutningen på det italienske kolonirige i Afrika og ændringer af den grænserne mellem Italien og Jugoslavien, Ungarn og Slovakiet, Rumænien og Ungarn, Sovjetunionen og Rumænien, Bulgarien og Rumænien, Frankrig og Italien samt Sovjetunionen og Finland.
De politiske klausuler anfører at underskriverlandene ville "tage alle nødvendige skridt for at sikre at alle personer under dets jurisdiktion, uden hensyntagen til race, køn, sprog eller religion, kunne nyde menneskerettigheder og grundlæggende friheder, herunder ytringsfrihed, pressefrihed, udgivelsesfrihed, religionsfrihed, politisk frihed og forsamlingsfrihed".
Der måtte ikke idømmes straffe til borgere på grund af deres støtte i krigen til de Allierede. Alle regeringer påtog sig at forebygge genkomsten af fascistiske organisationer eller andre, "det være sig politiske, militære eller halvmilitære, hvis formål er at fratage folket dets demokratiske rettigheder."
Især i Finland blev krigsskadeserstatningerne og de dikterede grænseændringer set som en grov uretfærdighed og som udtryk for at Vestmagterne havde svigtet landet, efter den sympati som det havde fået fra Vesten under den sovjetiske angrebskrig i vinteren 1939-1940, Vinterkrigen. Denne sympati var imidlertid forsvundet ved Finlands indrømmelser til Nazityskland og Finlands aggressive svar på sovjetiske luftbombardementer af 18 finske byer den 25. juni 1941, der indledte Fortsættelseskrigen, under hvilken Finland besatte og en bred stribe af russisk territorium fra 1941-44. Overdragelsen af territorium til Sovjetunionen var baseret på Våbenstilstanden i Moskva, som blev underskrevet i Moskva den 19. september 1944 og som betød en udvidelse af det territorium som skulle overdrages set i forhold til Fredstraktaten i Moskva, som afsluttede Vinterkrigen.

## Krigsskadeserstatninger
Problemet med krigsskadeserstatninger viste sig at være et af de mest vanskelige på baggrund af forholdene efter krigen. Sovjetunionen, det land som havde lidt de største skader under krigen, følte sig berettiget til de størst mulige erstatninger, bortset fra Bulgarien, som det blev følt var den mest sympatiske af de tidligere fjender. I tilfældene Rumænien og Ungarn blev erstatningsbeløbene sat forholdsvis højt i våbenhvilebetingelserne, og de blev ikke ændret.
I henhold til aftalen om våbenstilstand blev det i december 1944 bekræftet, at Finland skulle betale Sovjetunionen krigsskadeerstatninger over en 6-årig periode på 300 millioner gulddollar (s.k. krigsskadedollar). Betalingstiden forlængedes i slutningen af 1945 til 8 år, og i sommeren 1948 reduceredes erstatningernes nominelle værdi til 226,5 millioner gulddollar. Det sidste tog med krigsskadeerstatninger passerede grænsestationen i Vainikkala den 18. september 1952. Finland er det eneste land af de nævnte, som har betalt sine krigsskadeserstatninger fuldt ud.
Krigsskadeserstatninger opgjort i 1938 priser:
- $360.000.000 fra Italien
  - $125.000.000 til Jugoslavien
  - $105.000.000 til Grækenland
  - $100.000.000 til Sovjetunionen,
  - $25.000.000 til Etiopien,
  - $5.000.000 til Albanien.

- $300.000.000 fra Finland til Sovjetunionen

- $300.000.000 fra Ungarn
  - $200.000.000 til Sovjetunionen
  - $100.000.000 til Tjekkoslovakiet og Jugoslavien

- $300.000.000 fra Rumænien til Sovjetunionen

- $70.000.000 fra Bulgarien
  - $45.000.000 til Grækenland
  - $25.000.000 til Jugoslavien

Sammenbruddet af Sovjetunionen har ikke ført til nogen formel ændring af Paris-fredstraktaterne selv om krigene i det tidligere Jugoslavien har ført til grundlæggende forandringer i de territoriale grænser på Balkan.